# Anna Lindh
Ylva Anna Maria Lindh (født 19. juni 1957 i Enskede, Stockholm, død 11. september 2003 i Stockholm) var en svensk politiker, valgt for Sveriges socialdemokratiska arbetareparti, og Sveriges udenrigsminister fra 1998 til sin død.
Lindh var uddannet jurist fra Uppsala Universitet i 1982. Hun blev i 1991 gift med Bo Holmberg, og sammen havde de to børn.
Anna Lindh blev medlem af Riksdagen i 1982, og var medlem frem til 1985 og igen fra 1998. I 1984 blev hun valgt som den første kvindelige formand for den socialdemokraiske ungdomsorganisation, Sveriges Socialdemokratiska Ungdomsförbund. Hun var miljøminister 1994-1998 og udenrigsminister fra 1998. 
Hendes tid i det ministerium blev præget af de nedskæringer, der blev ført af finansminister Göran Persson efter Sveriges Bankkrise i begyndelsen af 1990'erne.
Hun havde Eva Franchell som spindoktor.
Lindh var modstander af kernekraften i Sverige.
Under et privat besøg i stormagasinet Nordiska Kompaniet i Stockholm den 10. september 2003 blev Anna Lindh overfaldet og såret alvorligt af knivstik. Hun døde dagen efter af sine kvæstelser.
Hun var af mange udråbt til at blive Sveriges næste statsminister, og ifølge en portrætbog af Olle Svenning, der blev udgivet i august 2005 om statsminister Göran Persson, var han parat til at træde tilbage og overlade posten til Anna Lindh, da hun blev myrdet.
Hendes morder, Mijailo Mijailović, blev først idømt fængsel på livstid for mordet. Straffen blev senere i juli 2004 forvandlet til psykiatrisk forvaring, for så atter at blive forvandlet af Högsta domstolen til livsvarigt fængsel i december.
Drabet var blot et ud af fire mord udført af galninge i løbet af sommeren. 
17 år tidligere var Sverige ramt af et mord på en anden markant socialdemokratisk politiker: mordet på den daværende statsminister Olof Palme.

## Reference
1. ↑  "Court overturns Lindh killer sentence". BBC News. BBC. 8. juli 2004.
2. ↑  "Mijailo Mijailovic dömd till livstids fängelse". Kriminalvården. 2. december 2004. Arkiveret fra originalen 10. november 2007. Hentet 14. april 2009.
3. ↑  Henrik Brun (13. september 2003). "'Det er bare som en bilulykke'". Dagbladet Information.